# Meloisey
Meloisey is een gemeente in het Franse departement Côte-d'Or (regio Bourgogne-Franche-Comté) en telt 303 inwoners (1999). De plaats maakt deel uit van het arrondissement Beaune.

## Geografie
De oppervlakte van Meloisey bedraagt 12,2 km², de bevolkingsdichtheid is 24,8 inwoners per km².
De onderstaande kaart toont de ligging van Meloisey met de belangrijkste infrastructuur en aangrenzende gemeenten.

## Demografie
Onderstaande figuur toont het verloop van het inwonertal (bron: INSEE-tellingen).